# Страхотина
Страхотина (пол. Strachocina) — село в Польщі, у гміні Сянік Сяноцького повіту Підкарпатського воєводства.
Населення — 1154 особи (2011).

## Історія
В період Галицького князівства тут знаходилось укріплене поселення, сліди якого збереглись у місцевості під назвою Городище. Після завоювання Польщею село закріпачене в 1369р. за німецьким правом. 
До 1772 р. село входило до Сяніцької землі Руського воєводства, з 1783 року — до Сяноцького округу Королівства Галичини та Володимирії Австро-Угорщини.
Львівському (1919-1939). Розташоване на українській етнічній території Надсяння.
Західне Надсяння внаслідок примусового закриття церков у 1593 р. зазнало латинізації та полонізації. На 1936 р. рештки українського населення належали до греко-католицької парафії Ялин Сяніцького деканату Апостольської адміністрації Лемківщини. Село належало до Сяніцького повіту Львівського воєводства.
У 1975-1998 роках село належало до Кросненського воєводства.

## Демографія
Демографічна структура станом на 31 березня 2011 року:
|          | Загалом | Допрацездатний вік | Працездатний вік | Постпрацездатний вік |
| -------- | ------- | ------------------ | ---------------- | -------------------- |
| Чоловіки | 538     | 113                | 356              | 69                   |
| Жінки    | 616     | 141                | 330              | 145                  |
| Разом    | 1154    | 254                | 686              | 214                  |

## Пам’ятки
- Панський двір Боболів з парком.